# YBN Nahmir
Николас Симмонс  (англ. Nicholas Simmons. род. 18 декабря 1999 года, Бирмингем, Алабама, США), более известный под сценическим псевдонимом YBN Nahmir — американский рэпер и автор песен. Его сингл с микстейпа YBN: The Mixtape под названием «Rubbin Off The Paint» попал на 76 место в чарте Billboard Hot 100, но позже добрался до 46 места, а также был сертифицирован золотом RIAA.

## Ранняя жизнь
Николас родился 18 декабря 1999 года в городе Бирмингем, штат Алабама, США. Жил в доме вместе с матерью, двумя двоюродными братьями и тетей. Николас посещал местную школу Clay-Chalkville High School, но был вынужден перейти на онлайн обучение, так как не мог совмещать музыкальную карьеру и учёбу.

## Карьера
Какое-то время снимал летсплей ролики в которых играл в Rock Band и GTA 5 и выкладывал их на YouTube, но позже забросил это дело и полностью сфокусировался на музыкальной карьере. В скором времени создал музыкальное объединение YBN в которое входили местные рэперы и друзья Николаса.
21 марта 2015 года Николас выложил на YouTube свою первую песню под названием «Hood Mentality».
2 января 2017 года Николас выпускает дебютный микстейп «Believe in the Glo».
7 сентября 2018 года совместно со своей командой «YBN» выпускает микстейп под названием «YBN: The Mixtape», сингл «Rubbin Off The Paint» c микстейпа добирается до 46 места музыкального чарта Billboard Hot 100.
Клип на композицию «Rubbin Off The Paint» набрал около 170 миллионов просмотров на YouTube.
26 марта 2021 года выпустил дебютный студийный альбом Visionland. Он провалился в продажах, было продано всего 4,000 копий в США за первую неделю.

## Дискография

### Студийный альбом
| Название   | Детали                                                                                |
| ---------- | ------------------------------------------------------------------------------------- |
| Visionland | - Выпущен: 26 марта 2021 года - Лейблы: Atlantic, Art@War - Формат: Цифровая загрузка |

### Микстейпы
| Head Honcho                                                                              | - Выпущен: 5 октября 2015 - Лейбл : Внелейбла - Формат: Цифровая загрузка          |    |    |    |    |                 |
| Believe in the Glo                                                                       | - Выпущен: 2 ноября 2016 - Лейбл: Внелейбла - Формат: Цифровая загрузка            | —  | —  | —  | —  |                 |
| #YBN                                                                                     | - Выпущен: 21 января 2017 - Лейбл: Внелейбла - Формат: Цифровая загрузка           | —  | —  | —  | —  |                 |
| YBN: The Mixtape (совместно с YBN Almighty Jay и Cordae)                                 | - Выпущен: 7 сентября 2018 - Лейблы: Atlantic, Art@War - Формат: Цифровая загрузка | 21 | 13 | 12 | 19 | - RIAA: Золотой |
| «—» обозначает запись, которая не попала в чарт или не была выпущена на этой территории. |                                                                                    |    |    |    |    |                 |

### Синглы

#### Как главный исполнитель
| «I Got a Stick»                                                                          | 2017 | —  | —  | —  | —  | —  |                  | Внеальбомный сингл |
| «Glizzy Hella Geekin»                                                                    | 2017 | —  | —  | —  | —  | —  |                  | Внеальбомный сингл |
| «No Hook» (совместно с YBN Almighty Jay)                                                 | 2017 | —  | —  | —  | —  | —  |                  | Внеальбомный сингл |
| «Bail Out»                                                                               | 2017 | —  | —  | —  | —  | —  |                  | Внеальбомный сингл |
| «Rubbin Off the Paint»                                                                   | 2017 | 46 | 17 | 15 | 85 | —  | - RIAA: Platinum | YBN: The Mixtape   |
| «Bounce Out with That» (соло или с Machine Gun Kelly)                                    | 2018 | —  | 47 | —  | 76 | —  | - RIAA: Platinum | YBN: The Mixtape   |
| «Baby 8»                                                                                 | 2019 | —  | —  | —  | —  | —  |                  | Анеальбомный сингл |
| «Fuck It Up» (при участии City Girls и Tyga)                                             | 2019 | —  | —  | —  | —  | —  |                  | Анеальбомный сингл |
| «Talkin»                                                                                 | 2020 | —  | —  | —  | —  | —  |                  | Visionland         |
| «2 Seater» (при участии G-Eazy и Offset)                                                 | 2020 | —  | —  | —  | —  | 32 |                  | Visionland         |
| «I Remember»                                                                             | 2020 | —  | —  | —  | —  | —  |                  | Visionland         |
| «Pop Like This» (при участии Yo Gotti)                                                   | 2020 | —  | —  | —  | —  | —  |                  | Visionland         |
| «Wake Up»                                                                                | 2020 | —  | —  | —  | —  | —  |                  | Visionland         |
| «Opp Stoppa» (соло или при участии 21 Savage)                                            | 2020 | 97 | 31 | —  | 87 | 30 |                  | Visionland         |
| «—» обозначает запись, которая не попала в чарт или не была выпущена на этой территории. |      |    |    |    |    |    |                  |                    |

#### Как гостевой исполнитель
| Название                                                                                        | Год  | Высшая позиция в чарте | Высшая позиция в чарте | Высшая позиция в чарте | Сертификации                    | Альбом              |
| Название                                                                                        | Год  | US                     | US R&B/HH              | CAN                    | Сертификации                    | Альбом              |
| ----------------------------------------------------------------------------------------------- | ---- | ---------------------- | ---------------------- | ---------------------- | ------------------------------- | ------------------- |
| «Hi Bich (Remix)» (Bhad Bhabie при участии YBN Nahmir, Rich the Kid и Asian Da Brat)            | 2018 | —                      | —                      | —                      |                                 | Внеальбомный сингл  |
| «1942» (G-Eazy при участии Yo Gotti and YBN Nahmir)                                             | 2018 | 70                     | 29                     | 90                     | - RIAA: Platinum - MC: Platinum | Uncle Drew          |
| «Juveniles» (Wifisfuneral при участии YBN Nahmir)                                               | 2018 | —                      | —                      | —                      |                                 | Ethernet            |
| «Eastside» (Joose при участии YBN Nahmir)                                                       | 2018 | —                      | —                      | —                      |                                 | Внеальбомный сингл  |
| «Big Chop» (Cuban Doll при участии YBN Nahmir)                                                  | 2018 | —                      | —                      | —                      |                                 | Внеальбомный сингл  |
| «Run It Up» (DDG при участии Blac Youngsta, G Herbo и YBN Nahmir)                               | 2018 | —                      | —                      | —                      |                                 | Sorry 4 the Hold Up |
| «Spaz» (Bhad Bhabie при участии YBN Nahmir)                                                     | 2018 | —                      | —                      | —                      |                                 | Внеальбомный сингл  |
| «Done with Her» (Khao при участии Gucci Mane, Lil Baby, Tabius Tate и YBN Nahmir)               | 2019 | —                      | —                      | —                      |                                 | Внеальбомный сингл  |
| «I Might» (Lil Xan при участии Steven Cannon, YBN Almighty Jay и YBN Nahmir)                    | 2019 | —                      | —                      | —                      |                                 | Внеальбомный сингл  |
| «Thot Box» (Hitmaka при участии Meek Mill, 2 Chainz, A Boogie wit da Hoodie, Tyga и YBN Nahmir) | 2019 | —                      | —                      | —                      |                                 | Big Tuh             |

### Комментарии
1. ↑  "Bounce Out with That" не попал в чарт Billboard Hot 100, но достиг первого места в Bubbling Under Hot 100.[26]

### Сноски
1. ↑  YBN Nahmir Lyrics, Songs, and Albums | Genius. Дата обращения: 22 ноября 2018. Архивировано 22 ноября 2018 года.
2. ↑  How YBN Nahmir went from gamer kid to rising rapper | The FADER. Дата обращения: 22 ноября 2018. Архивировано 31 января 2018 года.
3. ↑  Believe In The Glo by YBN Nahmir | Free Listening on SoundCloud. Дата обращения: 22 ноября 2018. Архивировано 24 апреля 2022 года.
4. ↑  YBN: The Mixtape by YBN Nahmir | Free Listening on SoundCloud. Дата обращения: 22 ноября 2018. Архивировано 9 ноября 2020 года.
5. ↑  Top 100 Songs | Billboard Hot 100 Chart | Billboard. Дата обращения: 22 ноября 2018. Архивировано 22 ноября 2018 года.
6. ↑  YBN Nahmir. YBN Nahmir - Rubin Off the Paint (18 сентября 2017). Дата обращения: 1 марта 2018. Архивировано 26 февраля 2018 года.
7. ↑  YBN Nahmir Torn Apart By Fans For Abysmal Album Sales (англ.). HotNewHipHop. Дата обращения: 7 апреля 2021. Архивировано 31 марта 2021 года.
8. ↑  Billboard 200 – September 22, 2018. Billboard. Дата обращения: 26 июля 2019. Архивировано 24 января 2021 года.
9. ↑  Top R&B/Hip-Hop Albums – September 22, 2018. Billboard. Дата обращения: 26 июля 2019. Архивировано 31 декабря 2021 года.
10. ↑  Top Rap Albums – September 22, 2018. Billboard. Дата обращения: 26 июля 2019. Архивировано 31 декабря 2021 года.
11. ↑  Canadian Albums Chart – September 22, 2018. Billboard. Дата обращения: 26 июля 2019. Архивировано 26 декабря 2019 года.
12. ↑  Believe In The Glo. MixTape Monkey (2017). Дата обращения: 30 декабря 2017. Архивировано 31 декабря 2017 года.
13. ↑  #YBN. MixTape Monkey (2017). Дата обращения: 30 декабря 2017. Архивировано 31 декабря 2017 года.
14. ↑  YBN: The Mixtape by YBN Almighty Jay, YBN Cordae & YBN Nahmir. Apple Music (7 сентября 2018). Дата обращения: 26 июля 2019. Архивировано 31 декабря 2021 года.
15. 1 2 3 4  American certifications – YBN Nahmir. Recording Industry Association of America. Дата обращения: 31 июля 2019. Архивировано 31 декабря 2021 года.
16. ↑  Billboard Hot 100: December 16, 2017. Billboard. Дата обращения: 10 июля 2018. Архивировано 7 мая 2018 года.
17. ↑  Peak chart positions:
  - «Rubbin Off the Paint»: Top R&B/Hip-Hop Songs: December 16, 2017. Billboard. Дата обращения: 10 июля 2018. Архивировано 26 июня 2019 года.
  - «Bounce Out with That»: Top R&B/Hip-Hop Songs: April 7, 2018. Billboard. Дата обращения: 10 июля 2018. Архивировано 15 июня 2018 года.
18. ↑  Hot Rap Songs: December 16, 2017. Billboard. Дата обращения: 10 июля 2018. Архивировано 17 июля 2018 года.
19. ↑  Peak chart positions:
  - «Rubbin Off the Paint»: Canadian Hot 100: December 23, 2017. Billboard. Дата обращения: 10 июля 2018. Архивировано 17 июля 2018 года.
  - «Bounce Out with That»: Canadian Hot 100: February 24, 2018. Billboard. Дата обращения: 10 июля 2018. Архивировано 17 марта 2018 года.
20. ↑  Peaks on the NZ Hot Singles Chart:
  - «2 Seater»: NZ Hot Singles Chart. Recorded Music NZ (30 марта 2020). Дата обращения: 28 марта 2020. Архивировано 27 марта 2020 года.
  - «Opp Stoppa»: NZ Hot Singles Chart. Recorded Music NZ (1 февраля 2021). Дата обращения: 30 января 2021. Архивировано 29 января 2021 года.
21. ↑  I Got a Stick - Single by YBN Nahmir (25 октября 2017). Дата обращения: 30 декабря 2017. Архивировано 31 декабря 2017 года.
22. ↑  Glizzy Hella Geekin - Single by YBN Nahmir. Дата обращения: 30 декабря 2017. Архивировано 31 декабря 2017 года.
23. ↑  No Hook - Single by YBN Nahmir & YBN Almighty Jay. Дата обращения: 30 декабря 2017. Архивировано 31 декабря 2017 года.
24. ↑  Bail Out - Single by YBN Nahmir on Apple Music. Дата обращения: 30 декабря 2017. Архивировано 31 декабря 2017 года.
25. ↑  YBN Nahmir Drops Cole Bennett Directed "Bounce Out With That". HotNewHipHop. Архивировано 29 января 2018. Дата обращения: 15 февраля 2021.
26. ↑  Bubbling Under Hot 100: Mar 10, 2018. Billboard. Дата обращения: 7 марта 2018. Архивировано 20 мая 2018 года.
27. ↑  Baby 8 - Single by YBN Nahmir on Apple Music. Apple Music. Дата обращения: 15 февраля 2021. Архивировано 24 апреля 2022 года.
28. ↑  F**k It Up – Single by YBN Nahmir on Apple Music. Apple Music. Дата обращения: 15 февраля 2021. Архивировано 24 апреля 2022 года.
29. ↑  2 Seater (feat. G-Eazy & Offset) - Single by YBN Nahmir, Apple Music, Архивировано из оригинала 3 апреля 2020, Дата обращения: 13 марта 2020 Источник. Дата обращения: 15 февраля 2021. Архивировано из оригинала 3 апреля 2020 года.
30. ↑  G-Eazy - Chart History: Billboard Hot 100. Billboard. Дата обращения: 3 августа 2018. Архивировано 28 июля 2018 года.
31. ↑  G-Eazy - Chart History: Hot R&B/Hip-Hop Songs. Billboard. Дата обращения: 3 августа 2018. Архивировано 4 августа 2018 года.
32. ↑  G-Eazy – Chart History: Canadian Hot 100. Billboard. Дата обращения: 10 июля 2018. Архивировано 17 июля 2018 года.
33. ↑  Hi Bich (Remix) - Single by Bhad Bhabie on Apple Music. Apple Music. Дата обращения: 15 февраля 2021. Архивировано 24 апреля 2022 года.
34. ↑  Gold/Platinum - Music Canada. Music Canada. Дата обращения: 5 июня 2020. Архивировано 5 июня 2020 года.
35. ↑  Juveniles - Single by Wifisfuneral on Apple Music. Apple Music. Дата обращения: 15 февраля 2021. Архивировано 24 апреля 2022 года.
36. ↑  Eastside - Single by Joose on Apple Music. Apple Music. Дата обращения: 15 февраля 2021. Архивировано 24 апреля 2022 года.
37. ↑  Big Chop - Single by Cuban Doll on Apple Music. Apple Music. Дата обращения: 15 февраля 2021. Архивировано 24 апреля 2022 года.
38. ↑  Run It Up - Single by DDG on Apple Music. Apple Music. Дата обращения: 15 февраля 2021. Архивировано 24 апреля 2022 года.
39. ↑  Spaz - Single by Bhad Bhabie on Apple Music. Apple Music. Дата обращения: 15 февраля 2021. Архивировано 24 апреля 2022 года.
40. ↑  Done With Her - Single by Khao on Apple Music. Apple Music. Дата обращения: 15 февраля 2021. Архивировано 3 февраля 2021 года.
41. ↑  I Might - Single by Lil Xan on Apple Music. Apple Music. Дата обращения: 15 февраля 2021. Архивировано 24 апреля 2022 года.